# Шабанов, Максим Владимирович
Макси́м Влади́мирович Шаба́нов (род. 7 октября 2000, Челябинск) — российский хоккеист, нападающий клуба НХЛ «Нью-Йорк Айлендерс». Мастер спорта России (2025).

## Карьера

### В клубах
Воспитанник челябинского «Трактора», прошёл путь от школы до главной команды. В сезонах 2017/18—2020/21 выступал за молодёжную команду «Белые медведи» в МХЛ, участник Кубка вызова МХЛ 2020. Также провёл три сезона в ВХЛ за «Челмет», в сезоне 2021/22 стал лучшим бомбардиром команды в регулярном чемпионате: 35 (11+24) очков в 35 матчах.
С сезона 2021/22 выступает за «Трактор». Дебютировал в КХЛ 12 октября 2021 года в гостевом матче против «Адмирала». По итогам 18-й игровой недели (10—14 января 2022) был признан лучшим новичком лиги. Дважды признавался лучшим нападающим недели — в сезоне 2022/23 (23-я неделя) и в сезоне 2023/24 (8-я неделя).
В сезоне 2022/23 набрал 31 очко (18+13) в 67 матчах КХЛ. 
3 ноября 2023 года сделал первый хет-трик в КХЛ, забросив три шайбы «Адмиралу» в домашнем матче.
В сезоне 2023/24 набрал 50 очков (25+25) в 64 матчах при показателе полезности +10. Участник Матча звёзд КХЛ 2023. В 14 матчах плей-офф набрал 11 очков (3+8).
Участник Матча звёзд КХЛ 2025. 2 марта 2025 года в матче против Барыса (8:0) впервые в карьере набрал 5 очков (1+4) в матче КХЛ. Ранее Шабанов никогда не набирал более 3 очков за матч. В сезоне 2024/25 стал третьим бомбардиром регулярного сезона КХЛ — 67 очков (23+44) в 65 матчах при показателе полезности +17.
2 апреля 2025 года в матче плей-офф Кубка Гагарина против «Адмирала» (7:3) набрал 5 очков (2+3). Всего в 6 матчах серии против «Адмирала» (4-2) набрал 8 очков (3+5). В полуфинальной серии против московского «Динамо» (4-1) набирал очки в каждом матче, всего 6 очков (3+3).
В начале июля 2025 года стало известно, что Шабанов подписал контракт на один сезон с Нью-Йорк Айлендерс.

## Спортивные достижения
- Участник Матча всех звёзд КХЛ 2025
- Финалист Кубка Гагарина 2025